# Троянка (Голованівський район)
Троя́нка — село в Голованівській громаді Голованівського району Кіровоградської області України. Населення становить 956 осіб.
У селі є дитячий садок та загальноосвітня школа І-ІІІ ступенів.

## Географія

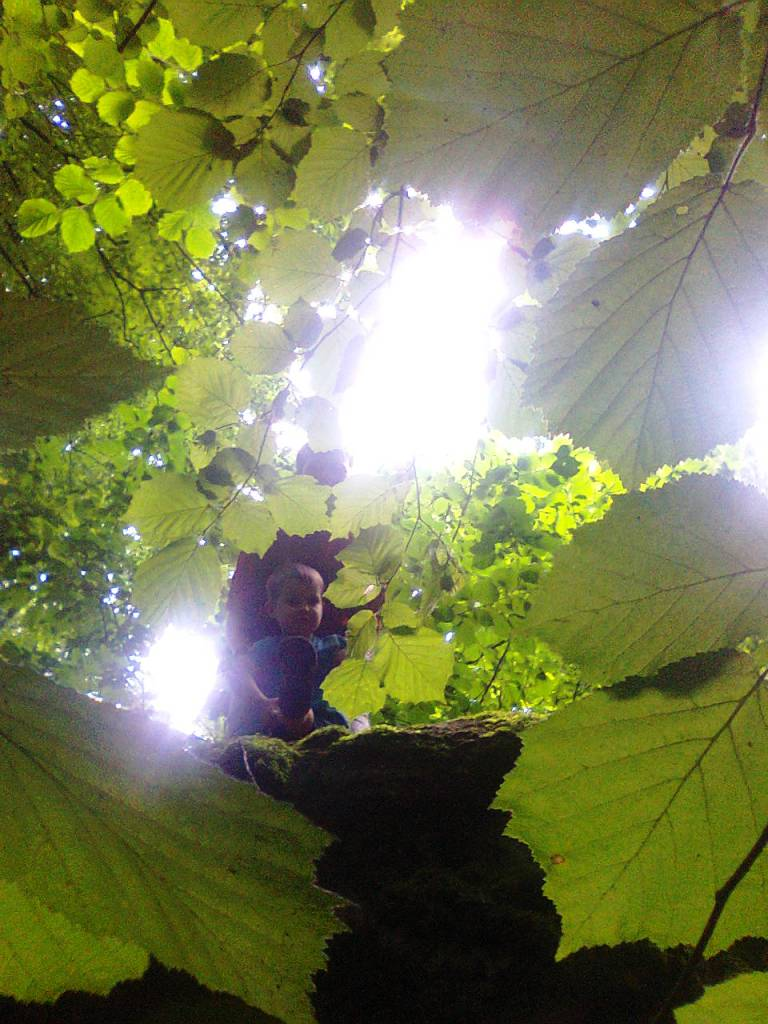
Урочище Круча поблизу села Троянка, троянська «Софіївка»

Селом протікає річка Троянка, яка впадає у Ятрань в селі Орлове.

## Видатні люди
Тут народилися:
- Бобрецький Микола Васильович (* 1843 — † 1907) — зоолог, професор, ректор Київського університету (1902—1905);
- Гаранін Володимир Михайлович (* 1934 — 2015) — поет.
- Григорук Євген Максимович (1899–1922) — поет, організатор друкарської справи в Україні.

## Населення
Згідно з переписом УРСР 1989 року чисельність наявного населення села становила 1118 осіб, з яких 467 чоловіків та 651 жінка.
За переписом населення України 2001 року в селі мешкало 967 осіб.

### Мова
Розподіл населення за рідною мовою за даними перепису 2001 року:
| Мова       | Відсоток |
| ---------- | -------- |
| українська | 96,97 %  |
| російська  | 2,62 %   |
| молдовська | 0,42 %   |